# ProSiebenSat.1 Media
ProSiebenSat.1 Media SE è il secondo gruppo radio televisivo europeo per numero di famiglie raggiunte, con sede in Baviera e presente in vari stati con leadership in Germania, Austria, Svizzera. Nato nell'ottobre 2000 dalla fusione tra due canali televisivi tedeschi, ProSieben e Sat.1, comprende stazioni radio, canali televisivi a segnale aperto, televisione a pagamento, siti web ed editori.
È quotato alla Borsa di Francoforte e fa parte dell'indice MDAX.
L'azionista principale è il gruppo italiano MFE - MediaForEurope, con una partecipazione del 33,31%.

## Storia
La nascita di ProSiebenSat.1 avviene quando il canale televisivo ProSieben - che già controllava altre reti come Kabel Eins e N24 - annuncia nel giugno 2000 una fusione con il suo concorrente Sat.1 per creare una società televisiva commerciale. L'operazione è progettata da Leo Kirch, proprietario di Sat.1 e presidente di KirchMedia, come il modo migliore per competere contro Bertelsmann, proprietaria di RTL Television. La costituzione della nuova società diventa ufficiale il 2 ottobre dello stesso anno.
Quando KirchMedia va in bancarotta nell'aprile del 2002, ProSiebenSat.1 Media è messo in vendita ed è acquisito per circa 500 milioni di euro da un gruppo di investimento guidato dal magnate Haim Saban: ottiene il 50,5% dei titoli e una quota nel consiglio di amministrazione dell'88%. La restante quota del 12% è acquistata dal conglomerato Axel Springer AG, proprietario dei giornali Bild and Die Welt. Saban concentra gli sforzi nel rendere i canali televisivi un riferimento per il pubblico da 15 a 49 anni e nel novembre 2004 fonda anche ProSiebenSat.1 Welt, un canale in lingua tedesca per gli USA. Tuttavia, il nuovo proprietario non riesce a pagare i debiti dell'azienda.
Nel 2005 Saban mette così in vendita tutta la sua partecipazione nella società annunciando un accordo con l'editore Axel Springer AG per 2,5 miliardi di euro. Tuttavia la Corte Federale Tedesca si pronuncia contro l'operazione, considerando la posizione dominante dell'editore nei media privati. Alla fine, nel gennaio 2006, Axel Springer annuncia di aver ritirato la sua offerta.
Dopo l'operazione fallita con Axel Springer, Saban rimette in vendita la sua azienda che nel giugno 2006 lancia la Pay TV con Sat.1 Comedy, in luglio apre il portale video-on-demand maxdome insieme a United Internet, in settembre acquista MyVideo, la prima video community in Germania, in ottobre si espande ulteriormente in internet, investendo in social network. Nonostante l'interesse iniziale del gruppo televisivo italiano Mediaset, nel dicembre 2006 ProSiebenSat.1 è venduto a Permira e KKR, due società internazionali di venture capital. Nell'estate del 2007, ProSiebenSat.1 annuncia l'acquisizione di SBS Broadcasting Group, una società con partecipazione a televisioni da oltre 15 paesi in Europa, per circa 3,3 miliardi di euro. In questo modo la società estende la propria attività ad altri mercati internazionali. Alla fine dell'anno, Axel Springer cede la propria partecipazione agli azionisti di maggioranza.
Negli ultimi anni l'azienda riduce notevolmente la sua dimensione internazionale. Nel 2011 John de Mol collabora con la multinazionale Sanoma per acquistare i canali olandesi (SBS6, NET5 e Veronica). Nel settembre 2012 il gruppo ha trasferisce i suoi canali in Belgio (VT4 e VIJF) alla società di produzione Woestijnvis, e nel dicembre dello stesso anno vende tutte le sue attività in Scandinavia a Discovery Communications.
Nel maggio 2019 l'italiana Gruppo Mediaset investe 330 milioni di euro per rilevare il 9,6% di ProSiebenSat.1 senza però avere un ruolo nella gestione. Nel novembre 2019 Mediaset sale al 15,1% dell’emittente tedesca. L’operazione è avvenuta attraverso la controllata Mediaset España, che ha acquisito una quota del 5,5% del capitale, che si aggiunge alle azioni già nel portafoglio del gruppo. Il 23 marzo 2020 Mediaset España ha acquistato un ulteriore 4,28% del capitale pari al 4,35% dei diritti di voto, portando la partecipazione di Mediaset al 20,1% e mostrando l'ambizione di voler partecipare alla governance dell'emittente grazie anche al 10% detenuto dal magnate ceco Daniel Křetínský, considerato dagli analisti vicino a Pier Silvio Berlusconi in questa partita, in modo da formare un polo europeo delle tv generaliste. Pochi giorni più tardi, il 28 marzo, l'amministratore delegato della società, Max Conze, sempre freddo ad una eventuale alleanza con Mediaset, si è dimesso a sorpresa. Al suo posto era subentrato Rainer Beaujean con il compito di pilotare il gruppo ad un ritorno alle origini, quindi puntando alle tv generaliste e di fatto sconfessando la diversificazione nell'e-commerce varata negli ultimi anni da Conze.
In seguito alla creazione della holding MFE - MediaForEurope, le quote di partecipazione di Mediaset e Mediaset España si sono riunite. Come conseguenza, MFE risulta essere il maggiore azionista di ProSiebenSat.1 Media SE. In seguito ad ulteriori acquisti sul mercato, la partecipazione, al 3 maggio 2023, si attesta al 28,87%.

## Divisioni operative

### Free TV

#### Canali Televisivi (Free TV)
- Austria: Sat.1, ProSieben, kabel eins, Puls 4, sixx, Sat.1 Gold, ProSieben Maxx, ATV, ATV II
- Belgio: VT4, Vijf TV
- Bulgaria: The Voice
- Danimarca: Kanal 5, Kanal 4, The Voice, SBS NET
- Finlandia: The Voice
- Germania: Sat.1, ProSieben, kabel eins, sixx, Sat.1 Gold, ProSieben Maxx
- Ungheria: TV 2
- Norvegia: TV Norge, The Voice
- Romania: Prima TV, Kiss TV
- Svezia: Kanal 5, Kanal 9, The Voice
- Svizzera: Sat.1, ProSieben, kabel eins, sixx
- Paesi Bassi: SBS 6, Net 5, Veronica

#### Produzione
- Germania: ProSiebenSat.1 Produktion, SevenPictures, Producers at work

#### Vendite
- Austria: SevenOne Media
- Germania: SevenOne Media, SevenOne Interactive
- Svizzera: SevenOne Media

### Differenziazione

#### Canali Televisivi (Pay TV)
- Germania: kabel eins classic, Sat.1 emotions, ProSieben Fun, Deutsches Wetter Fernsehen
- Danimarca, Finlandia, Norvegia, Svezia, Svizzera: C More

#### Canale Televisivo Interattivo
- Germania: 9Live (2001-2011)

#### Radio
- Bulgaria: Atlantic, Vitosha, Veselina, The Voice
- Danimarca: The Voice, Radio 2
- Finlandia: The Voice, Iskelmä, Local stations
- Grecia: Lampsi FM
- Norvegia: Radio 1, The Voice
- Romania: Magic FM, Kiss FM
- Svezia: Mix Megapool, The Voice, Rockklassiker, Vinyl 107, Studio 107,5

#### Internet
- Germania: SevenOne Intermedia, Studio 71

#### Periodici
- Paesi Bassi: Veronica, TV Satellite

#### Merchandising & Licensing
- Germania: ProSiebenSat.1 Licensing (prima MM MerchandisingMedia)

#### Musica
- Germania: Starwatch Entertainment

#### Distribuzione programmi
- Germania: SevenOne International